# Parasmittina mexicana
Parasmittina mexicana is een mosdiertjessoort uit de familie van de Smittinidae. De wetenschappelijke naam van de soort is voor het eerst geldig gepubliceerd in 1986 door Pouyet & Herrera-Anduaga.